# Persone di nome Michelangelo
| Questa pagina contiene informazioni ricavate automaticamente dalle voci biografiche con l'ausilio del template Bio e di un bot. L'aggiornamento è periodico e automatico e ricostruisce completamente la pagina. Se manca una persona in questa lista, sei pregato di non aggiungerla, ma accertati piuttosto che la sua voce biografica contenga il template Bio e che i dati anagrafici siano correttamente compilati. Se il template Bio manca, inseriscilo tu stesso o, in alternativa, metti l'avviso {{tmp\|Bio}} che ne segnala la mancanza. Se i dati riportati sono sbagliati, correggi direttamente la voce biografica; le modifiche saranno visibili in questa lista entro pochi giorni. Per chiarimenti vedi il progetto antroponimi. La lista contiene solo le 127 persone che sono citate nell'enciclopedia e per le quali è stato implementato correttamente il template Bio. Pagina aggiornata al 22 lug 2025. |

Questa è una lista di persone presenti nell'enciclopedia che hanno il nome Michelangelo, suddivise per attività principale.

## Abati(1)
- Michelangelo Maria Tiribilli, abate italiano (Firenze, n. 1937 - Seregno, † 2025)

## Allenatori di calcio(1)
- Michelangelo Rampulla, allenatore di calcio e ex calciatore italiano (Patti, n. 1962)

## Architetti(5)
- Michelangelo Boni, architetto italiano (Cagli, n. 1804 - Cagli, † 1858)
- Michelangelo Castellazzi, architetto italiano (Verona, n. 1736 - Venezia, † 1791)
- Michelangelo Garove, architetto, ingegnere e urbanista italiano (Chieri, n. 1648 - Torino, † 1713)
- Michelangelo Maiorfi, architetto italiano (Santa Croce sull'Arno, n. 1823 - † 1906)
- Michelangelo Simonetti, architetto italiano (Roma, n. 1731 - Roma, † 1787)

## Arcivescovi cattolici(1)
- Michelangelo Giacomelli, arcivescovo cattolico e letterato italiano (Pistoia, n. 1695 - Roma, † 1774)

## Artisti(2)
- Michelangelo Pistoletto, artista, pittore e scultore italiano (Biella, n. 1933)
- Michelangelo Pergolesi, artista italiano (n. 1760 - † 1801)

## Attori(1)
- Michelangelo Tommaso, attore italiano (Roma, n. 1980)

## Attori teatrali(1)
- Michelangelo Fracanzani, attore teatrale e pittore italiano (Napoli, n. 1638 - † 1698)

## Botanici(2)
- Michelangelo Console, botanico italiano (Palermo, n. 1812 - Palermo, † 1897)
- Michelangelo Ziccardi, botanico, storico e medico italiano (Campobasso, n. 1802 - Napoli, † 1845)

## Calciatori(2)
- Michelangelo Albertazzi, ex calciatore italiano (Bologna, n. 1991)
- Michelangelo Sulfaro, ex calciatore italiano (Messina, n. 1946)

## Canottieri(1)
- Michelangelo Crispi, ex canottiere e dirigente sportivo italiano (Catania, n. 1972)

## Cardinali(4)
- Michelangelo Celesia, cardinale e arcivescovo cattolico italiano (Palermo, n. 1814 - Palermo, † 1904)
- Michelangelo Luchi, cardinale italiano (Brescia, n. 1744 - Subiaco, † 1802)
- Michelangelo Ricci, cardinale e matematico italiano (Roma, n. 1619 - Roma, † 1682)
- Michelangelo Tonti, cardinale e arcivescovo cattolico italiano (Rimini, n. 1566 - Roma, † 1622)

## Chitarristi(1)
- Micki Piperno, chitarrista e compositore italiano (Roma, n. 1972)

## Ciclisti su strada(1)
- Michelangelo Cauz, ex ciclista su strada italiano (Orsago, n. 1970)

## Compositori(6)
- Michelangelo Faggioli, compositore italiano (Napoli, n. 1666 - † 1733)
- Michelangelo Falvetti, compositore italiano (Melicuccà, n. 1642 - Messina, † 1697)
- Michelangelo Gasparini, compositore e cantante italiano (Lucca - Venezia)
- Michelangelo Rossi, compositore, violinista e organista italiano (Genova - Roma, † 1656)
- Michelangelo Valentini, compositore italiano (Napoli)
- Michelangelo Vella, compositore e organista maltese (Senglea, n. 1710 - Cospicua, † 1792)

## Disegnatori(1)
- Michele Rubino, disegnatore italiano (Milano, n. 1910 - † 1978)

## Filologi(2)
- Michelangelo Carmeli, filologo italiano (Montegaldella, n. 1706 - Padova, † 1766)
- Michelangelo Giusta, filologo classico e storico della filosofia italiano (Mondovì, n. 1921 - † 2005)

## Fisici(1)
- Michelangelo Merlin, fisico italiano (n. 1910 - † 2002)

## Francescani(1)
- Michelangelo Bonadies, francescano, vescovo cattolico e scrittore italiano (Sambuca di Sicilia, n. 1603 - Catania, † 1686)

## Fumettisti(1)
- Michelangelo La Neve, fumettista e sceneggiatore italiano (Tarsia, n. 1959 - Roma, † 2022)

## Generali(1)
- Michelangelo Alessandro Colli-Marchini, generale e diplomatico italiano (Vigevano, n. 1738 - Firenze, † 1808)

## Gesuiti(1)
- Michelangelo Tamburini, gesuita italiano (Montese, n. 1648 - Roma, † 1730)

## Giocatori di biliardo(1)
- Michelangelo Aniello, giocatore di biliardo italiano (Mola di Bari, n. 1976)

## Giornalisti(2)
- Michelangelo Notarianni, giornalista e politico italiano (Milano, n. 1932 - Roma, † 1998)
- Michelangelo Pira, giornalista, antropologo e scrittore italiano (Bitti, n. 1928 - Quartu Sant'Elena, † 1980)

## Imprenditori(3)
- Michelangelo Alfano, imprenditore e mafioso italiano (Bagheria, n. 1940 - Messina, † 2005)
- Michelangelo Pantanella, imprenditore italiano (Arpino, n. 1823 - Roma, † 1897)
- Michelangelo Virgillito, imprenditore italiano (Paternò, n. 1901 - Milano, † 1977)

## Ingegneri(1)
- Michelangelo Perghem Gelmi, ingegnere e pittore italiano (Innsbruck, n. 1911 - Trento, † 1992)

## Islamisti(1)
- Michelangelo Guidi, islamista e arabista italiano (Roma, n. 1886 - Roma, † 1946)

## Latinisti(1)
- Michelangelo Petruzziello, latinista italiano (Montefalcione, n. 1902 - Montefalcione, † 1961)

## Liutai(1)
- Michelangelo Bergonzi, liutaio italiano (Cremona - Cremona)

## Mafiosi(2)
- Michelangelo Franconieri, mafioso italiano (Polistena, n. 1929 - Polistena, † 2001)
- Michelangelo La Barbera, mafioso italiano (Palermo, n. 1943)

## Magistrati(1)
- Michelangelo Tonello, magistrato e politico italiano (San Secondo, n. 1800 - Torino, † 1879)

## Maratoneti(1)
- Michelangelo Arena, ex maratoneta italiano (n. 1953)

## Matematici(1)
- Michelangelo Fardella, matematico e filosofo italiano (Trapani, n. 1650 - Napoli, † 1718)

## Medici(4)
- Michelangelo Andrioli, medico italiano (Verona, n. 1672 - Venezia, † 1713)
- Michelangelo Biondo, medico italiano (Venezia, n. 1500 - Venezia)
- Michelangelo Castagna, medico e patriota italiano (Città Sant'Angelo, n. 1783 - Città Sant'Angelo, † 1865)
- Michelangelo Tilli, medico e botanico italiano (Castelfiorentino, n. 1655 - Pisa, † 1740)

## Militari(1)
- Michele Amatore, militare sudanese (Montagne di Nuba, n. 1826 - Rosignano Monferrato, † 1883)

## Musicologi(1)
- Michelangelo Zurletti, musicologo e saggista italiano (Saluzzo, n. 1937)

## Naturalisti(1)
- Michelangelo Manicone, naturalista e filosofo italiano (Vico del Gargano, n. 1745 - Ischitella, † 1810)

## Nobili(2)
- Michelangelo Caetani, nobile, politico e letterato italiano (Roma, n. 1804 - Roma, † 1882)
- Michelangelo Caetani, X duca di Sermoneta, nobile italiano (Roma, n. 1685 - Cisterna di Latina, † 1759)

## Orafi(1)
- Michelangelo Brandini, orafo italiano (Firenze, n. 1459 - † 1528)

## Organisti(1)
- Michelangelo Grancini, organista e compositore italiano (Milano, n. 1605 - Milano, † 1669)

## Orientalisti(1)
- Michelangelo Lanci, orientalista italiano (Fano, n. 1779 - Palestrina, † 1867)

## Partigiani(1)
- Michelangelo Peroglio, partigiano italiano (Lanzo Torinese, n. 1925 - Monte Ciusin, † 1944)

## Patriarchi cattolici(1)
- Michelangelo Mattei, patriarca cattolico e nobile italiano (Roma, n. 1628 - Roma, † 1699)

## Patrioti(1)
- Michelangelo Forti, patriota italiano (Cesacastina, n. 1798 - Nisida, † 1856)

## Pittori(16)
- Michelangelo Aliprandi, pittore italiano (n. 1527 - † 1595)
- Michelangelo Anselmi, pittore italiano (Lucca - Parma, † 1556)
- Michelangelo Bedini, pittore italiano (Ostra, n. 1904 - Roma, † 1973)
- Michelangelo Cerquozzi, pittore italiano (Roma, n. 1602 - † 1660)
- Michelangelo Cerruti, pittore italiano (n. 1663 - Roma, † 1748)
- Michelangelo Cinganelli, pittore italiano (Settignano, n. 1558 - Firenze, † 1635)
- Angelo Michele Colonna, pittore italiano (Rovenna, n. 1604 - Bologna, † 1687)
- Michelangelo di Pietro Membrini, pittore italiano († 1525)
- Caravaggio, pittore italiano (Milano, n. 1571 - Porto Ercole, † 1610)
- Michelangelo Unterperger, pittore austriaco (Cavalese, n. 1695 - Vienna, † 1758)
- Michelangelo Morlaiter, pittore e scultore italiano (Venezia, n. 1729 - † 1806)
- Michelangelo Pacetti, pittore italiano (Roma, n. 1793 - † 1865)
- Michelangelo Pittatore, pittore italiano (Asti, n. 1825 - Asti, † 1903)
- Michelangelo Prunati, pittore italiano (Verona, n. 1690 - † 1756)
- Michele Ricciardi, pittore italiano (Foggia, n. 1671 - Penta, † 1753)
- Michelangelo Schiavoni, pittore, incisore e restauratore italiano (Chioggia, n. 1714 - Venezia, † 1772)

## Poeti(3)
- Michelangelo Monti, poeta italiano (Genova, n. 1749 - Palermo, † 1823)
- Michelangelo Serafini, poeta, letterato e traduttore italiano (Firenze - † 1555)
- Michelangelo Torcigliani, poeta e traduttore italiano (Lucca, n. 1618 - Venezia, † 1679)

## Politici(15)
- Michelangelo Agrusti, politico italiano (Palagiano, n. 1953)
- Michelangelo Castelli, politico italiano (Racconigi, n. 1808 - Torino, † 1875)
- Michelangelo Ciancaglini, politico italiano (Furci, n. 1926 - † 1988)
- Michele Angelo Cianciulli, politico e nobile italiano (Montella, n. 1734 - Napoli, † 1819)
- Michelangelo Dall'Armellina, politico italiano (Bozzolo, n. 1920 - Vicenza, † 1992)
- Michelangelo De Cesare, politico italiano (Spinazzola, n. 1827 - Roma, † 1911)
- Michelangelo Galioto, politico italiano (Bagheria, n. 1897 - † 1977)
- Michelangelo Iorio, politico italiano (Molise, n. 1906 - † 1987)
- Michelangelo Nicoletti, politico italiano (Ariano di Puglia, n. 1908 - † 1991)
- Michelangelo Pappalardi, politico italiano (Campobasso, n. 1895 - Buenos Aires, † 1940)
- Michelangelo Paternò del Toscano, politico italiano (Catania, n. 1888 - Catania, † 1965)
- Michelangelo Rulfi, politico italiano (Caraglio, n. 1808 - Ivrea, † 1881)
- Michelangelo Russo, politico italiano (Sciacca, n. 1931 - Palermo, † 2006)
- Michelangelo Trimarchi, politico italiano (Santa Teresa di Riva, n. 1916 - Messina, † 1984)
- Michelangelo Vaccaro, politico e giurista italiano (Casteltermini, n. 1854 - Roma, † 1937)

## Procuratori sportivi(1)
- Michelangelo Minieri, procuratore sportivo e ex calciatore italiano (Roma, n. 1981)

## Produttori discografici(1)
- Michelangelo Romano, produttore discografico, giornalista e paroliere italiano (Napoli, n. 1948)

## Registi(5)
- Michelangelo Antonioni, regista, sceneggiatore e montatore italiano (Ferrara, n. 1912 - Roma, † 2007)
- Michelangelo Frammartino, regista e sceneggiatore italiano (Milano, n. 1968)
- Michele Guardì, regista televisivo, autore televisivo e personaggio televisivo italiano (Casteltermini, n. 1943)
- Michelangelo Pepe, regista italiano (Roma, n. 1961)
- Michelangelo Ricci, regista, poeta e drammaturgo italiano (La Spezia, n. 1966)

## Religiosi(1)
- Michelangelo Martini, religioso e storico italiano (Prato, n. 1700 - Prato, † 1784)

## Rugbisti a 15(1)
- Michelangelo Biondelli, rugbista a 15 italiano (Ferrara, n. 1998)

## Sciatori alpini(1)
- Michelangelo Tentori, ex sciatore alpino italiano (Canzo, n. 1991)

## Scrittori(2)
- Michelangelo Buonarroti il Giovane, scrittore italiano (Firenze, n. 1568 - Firenze, † 1646)
- Michelangelo Schipa, scrittore e storico italiano (Lecce, n. 1854 - Napoli, † 1939)

## Scultori(4)
- Michelangelo Barbieri Viale, scultore italiano (Genova, n. 1928 - Genova, † 1984)
- Michelangelo Buonarroti, scultore, pittore e architetto italiano (Caprese, n. 1475 - Roma, † 1564)
- Michelangelo Naccherino, scultore e architetto italiano (Firenze, n. 1550 - Napoli, † 1622)
- Michelangelo Speranza, scultore italiano (Verona)

## Storici(2)
- Michelangelo Salvi, storico italiano (Pistoia)
- Michelangelo Semeraro, storico e educatore italiano (Martina Franca, n. 1900 - Martina Franca, † 1965)

## Tenori(1)
- Michelangelo Verso, tenore italiano (Palermo, n. 1920 - Palermo, † 2006)

## Tiratori a segno(1)
- Michelangelo Borriello, tiratore a segno e dirigente sportivo italiano (Civitavecchia, n. 1909 - Roma, † 1995)

## Umanisti(1)
- Michelangelo Florio, umanista, predicatore e teologo italiano (Firenze, n. 1518 - Soglio, † 1566)

## Vescovi cattolici(4)
- Michelangelo Pieramico, vescovo cattolico italiano (Città Sant'Angelo, n. 1799 - Città Sant'Angelo, † 1862)
- Michelangelo Seghizzi, vescovo cattolico italiano (Lodi, n. 1565 - Lodi, † 1625)
- Michelangelo Veraldi, vescovo cattolico italiano (Taverna, n. 1650 - Martirano, † 1702)
- Serafino Vitale, vescovo cattolico italiano (Cava de' Tirreni, n. 1738 - Cava de' Tirreni, † 1801)

## Violinisti(1)
- Michelangelo Abbado, violinista italiano (Alba, n. 1900 - Gardone Riviera, † 1979)